# یو سونگ جون
استیو سونگ جون یو با نام اصلی یو سونگ جون (کره‌ای: 유승준؛ زادهٔ ۱۵ دسامبر ۱۹۷۶) خواننده و بازیگر اهل ایالات متحده آمریکا است.
از فیلم‌ها یا مجموعه‌های تلویزیونی که وی در آن‌ها نقش داشته است، می‌توان به شمشیر اژدها اشاره نمود.